# NGC 1449
NGC 1449 est une galaxie lenticulaire située dans la constellation de l'Éridan. NGC 1449 a été découverte par l'astronome prussien Heinrich d'Arrest en 1864.

## Caractéristiques
Sa vitesse par rapport au fond diffus cosmologique est de 3 918 ± 30 km/s, ce qui correspond à une distance de Hubble de 57,8 ± 4,1 Mpc (∼189 millions d'al).

## Groupe de NGC 1417
NGC 1449 fait partie du groupe de NGC 1417 qui compte au moins 14 galaxies, dont NGC 1358, NGC 1376, NGC 1417, NGC 1418, NGC 1441, NGC 1451 et NGC 1453.